# Histricostoma anatolicum
Espèce
Synonymes
- Nemastoma anatolicum Roewer, 1962

Histricostoma anatolicum est une espèce d'opilions dyspnois de la famille des Nemastomatidae.

## Distribution
Cette espèce est endémique de Turquie. Elle se rencontre entre les provinces d'Antalya et d'Isparta vers Dag.

## Description
La femelle holotype mesure 2,5 mm.

## Systématique et taxinomie
Cette espèce a été décrite sous le protonyme Nemastoma anatolicum par Roewer en 1962. Elle est placée dans le genre Histricostoma par Schönhofer en 2013.

## Étymologie
Son nom d'espèce lui a été donné en référence au lieu de sa découverte, l'Anatolie.

## Publication originale
- Roewer, 1962 : « Über einige mediterrane Arachniden. » Fragmenta Entomologica, vol. 4, no 2, p. 11–18.